# جون أمير المملكة المتحدة
صاحب السمو الأمير جون أمير المملكة المتحدة (بالإنجليزية: John of the United Kingdom)‏ (12 يوليو 1905 - 18 يناير 1919) اسمه الكامل جون تشارلز فرانسيس كان الابن الخامس والأصغر بين أخوته الستة من الملك جورج الخامس وزوجته الملكة ماري .

## وفاته
توفي الأمير جون في يوم 18 يناير 1919 عن عمر يناهز 13 عاما.